# Exocentrus subgrisescens
Exocentrus subgrisescens là một loài bọ cánh cứng trong họ Cerambycidae.